# 柯亭协会
柯亭协会（Courteen Association），又译葛廷联合会，是英国曾经的一个贸易公司，与英国东印度公司性质类似。1635年由威廉·柯亭建立。1649年更名为阿萨达公司（Assada Company）。曾是英国东印度公司最主要的竞争对手。1657年，在护国公奥利弗·克伦威尔的命令下，与英国东印度公司合并（合并后沿用东印度公司名称）。

## 建立
1635年，为了抵抗荷兰人，葡萄牙与英国和解，并邀请英国商人前往葡萄牙势力范围做生意。当威廉·柯亭听到这消息后，他同一伙伦敦的商人集资组建了柯亭协会。

## 发展
1600年，英国东印度公司在伦敦创立，并于12月31日获得了詹姆斯一世授予的对东印度的15年的贸易专利特许。到了1609年，詹姆士一世更是进一步向东印度公司发出了一张不设期限的特许状，只有在公司连续三年没有盈利的情况下才会被取消。这引起了没有加入东印度公司的商人的不满。
1624年，查尔斯一世掌控了国家权力，并于次年正式继位，由于不满于东印度公司的亲议会倾向，因此他于1635年授予柯亭协会“在一切东印度公司没有触及的东方世界”的贸易权。
柯亭协会总体上持亲王室的态度，其主要创始成员不少和王室有密切关系，并在随后的英国内战中为国王军作战。如恩底弥昂·波特就时任内务侍郎；而弗朗西斯·文迪斑克爵士则时任国务尚书。
此前东印度公司受到葡萄牙人的阻碍，并没能在中国成功开展贸易，柯亭协会抓住了葡萄牙人态度缓和的机会，带领船只前往中国，并与中国发生了军事冲突。

## 英国内战与合并
内战结束后，议会军取得了胜利，克伦威尔建立了独裁统治，由于柯亭协会对议会的盟友——东印度公司的不友好态度，导致被克伦威尔强行合并入东印度公司。
此后，东印度公司正式确立了其垄断地位。